# Jan Venulet
Jan Venulet ps. „Wir” (ur. 27 maja 1921 w Łodzi, zm. 21 sierpnia 2011 w Genewie) – polsko–szwajcarski farmakolog, profesor i działacz społeczny, wieloletni współpracownik Światowej Organizacji Zdrowia (WHO), żołnierz Armii Krajowej, uczestnik powstania warszawskiego. Odznaczony m.in. Krzyżem Kawalerskim Orderu Odrodzenia Polski i Krzyżem Armii Krajowej.

## Życiorys
Ukończył I Państwowe Gimnazjum i Liceum im. Stefana Batorego w Warszawie (1939). Podczas okupacji niemieckiej studiował w Tajnej Szkole Sanitarnej, zorganizowanej przez Jana Zaorskiego. W powstaniu brał udział pod pseudonimem „Wir” (IV Obwód "Grzymała". Ochota, referat informacyjny). Studia medyczne dokończył po wojnie na Uniwersytecie Jagiellońskim w Krakowie. W latach 1953–1975 kierownik Zakładu Farmakologii w Instytucie Leków w Warszawie. W 1962 objął stanowisko profesora farmakologii w Damaszku i piastował tę funkcję przez trzy lata, następnie w latach 1966–1967 w stolicy Maroka Rabacie. W 1967 została mu zaproponowana organizacja programu Światowej Organizacji Zdrowia mająca na celu monitorowanie działania leków. W wyniku współpracy w latach 1968–1970 kierował bazą pilotową „WHO Research Centre for International Monitoring of Adverse Reactions to Drugs” w Alexandrii w stanie Wirginia w Stanach Zjednoczonych, a następnie w latach 1970–1975 w Genewie. Jan Venulet jest autorem ponad 200 publikacji naukowych związanych z chemioterapią, farmakologią i ubocznymi działaniami leków.
Na emigracji aktywnie brał udział w życiu Polonii. Był jednym z założycieli „Pro Polonia” – organizacji charytatywnej, wspierającej Polskę i Polaków. W 1987 został prezesem Stowarzyszenia Polskiego w Genewie.
W czerwcu 2008 roku został patronem Zespołu Szkół Prywatnych przy ul. św. Katarzyny 1 w Nowym Targu.

## Odznaczenia i wyróżnienia
Został odznaczony Krzyżem Armii Krajowej. Za zasługi dla polskiej i światowej farmakologii otrzymał:
- Krzyż Kawalerski Orderu Odrodzenia Polski
- Wielki Złoty Medal Szwajcarskiej Światowej Akademii Medycznej
- Złoty Medal Niemieckiej Izby Lekarskiej
- Nagrodę Fundacji Alfreda Jurzykowskiego „za szczególny wkład w międzynarodowe bezpieczeństwo leków”.

## Życie prywatne
Jan Venulet był synem Franciszka Venuleta. Związek małżeński zawierał dwukrotnie. Pierwsze małżeństwo zawarł w roku 1944, tuż przed powstaniem warszawskim z łączniczką powstania, Ireną, z domu Korsak–Filowicz; po raz drugi ożenił się w roku 1957 z Barbarą Wyszkowską. Z pierwszego małżeństwa miał syna Andrzeja, mieszkającego w Polsce psychiatrę, z drugiego – córkę Monikę, politologa, zamieszkałą w Szwajcarii. Prywatnie korespondował i przyjaźnił się z ks. Józefem Tischnerem.
Został pochowany na Cmentarzu ewangelicko-augsburskim w Warszawie (aleja 9, grób 46).